# Glasgow School of Art

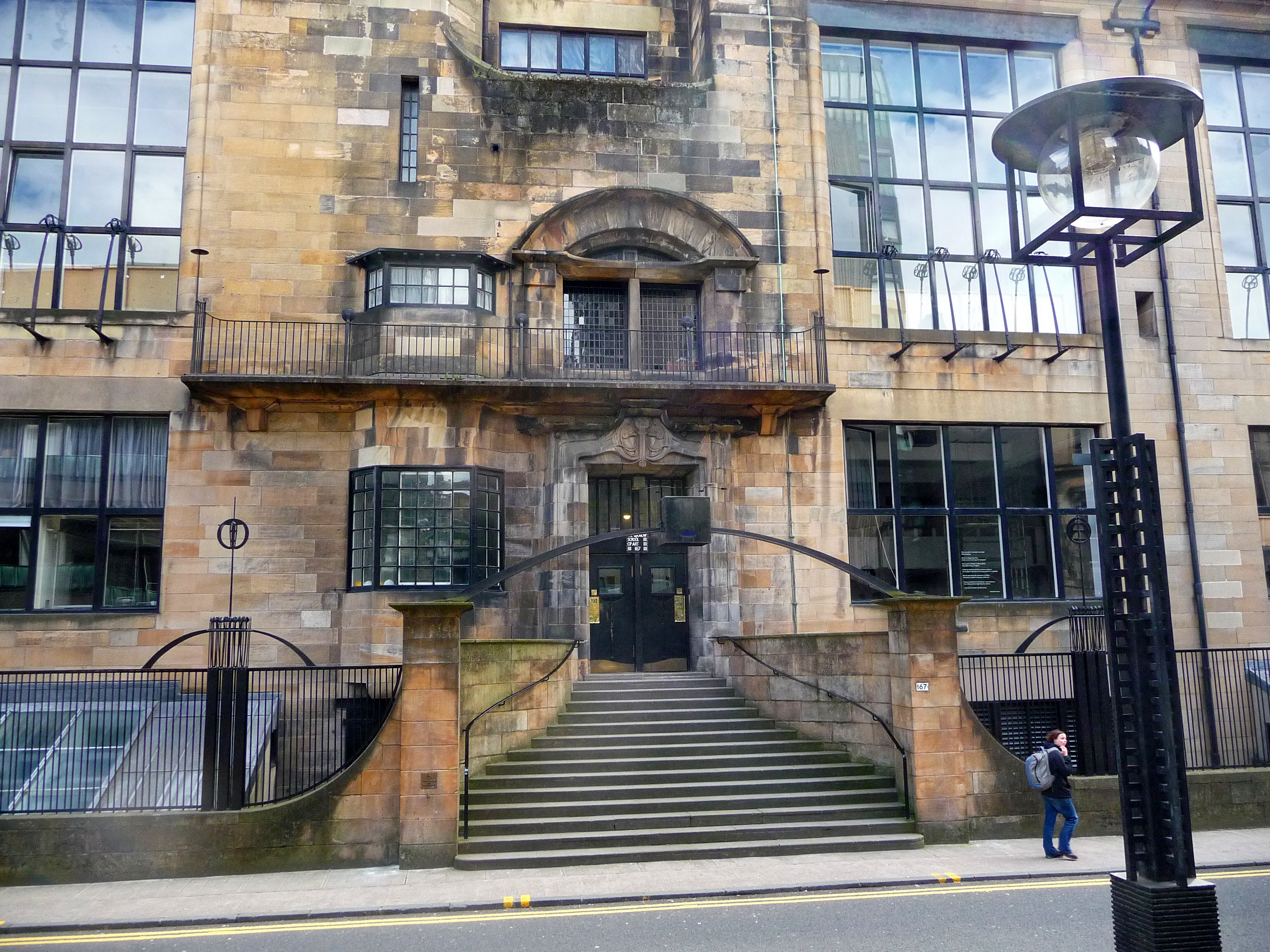
Glasgow School of Art (2009)

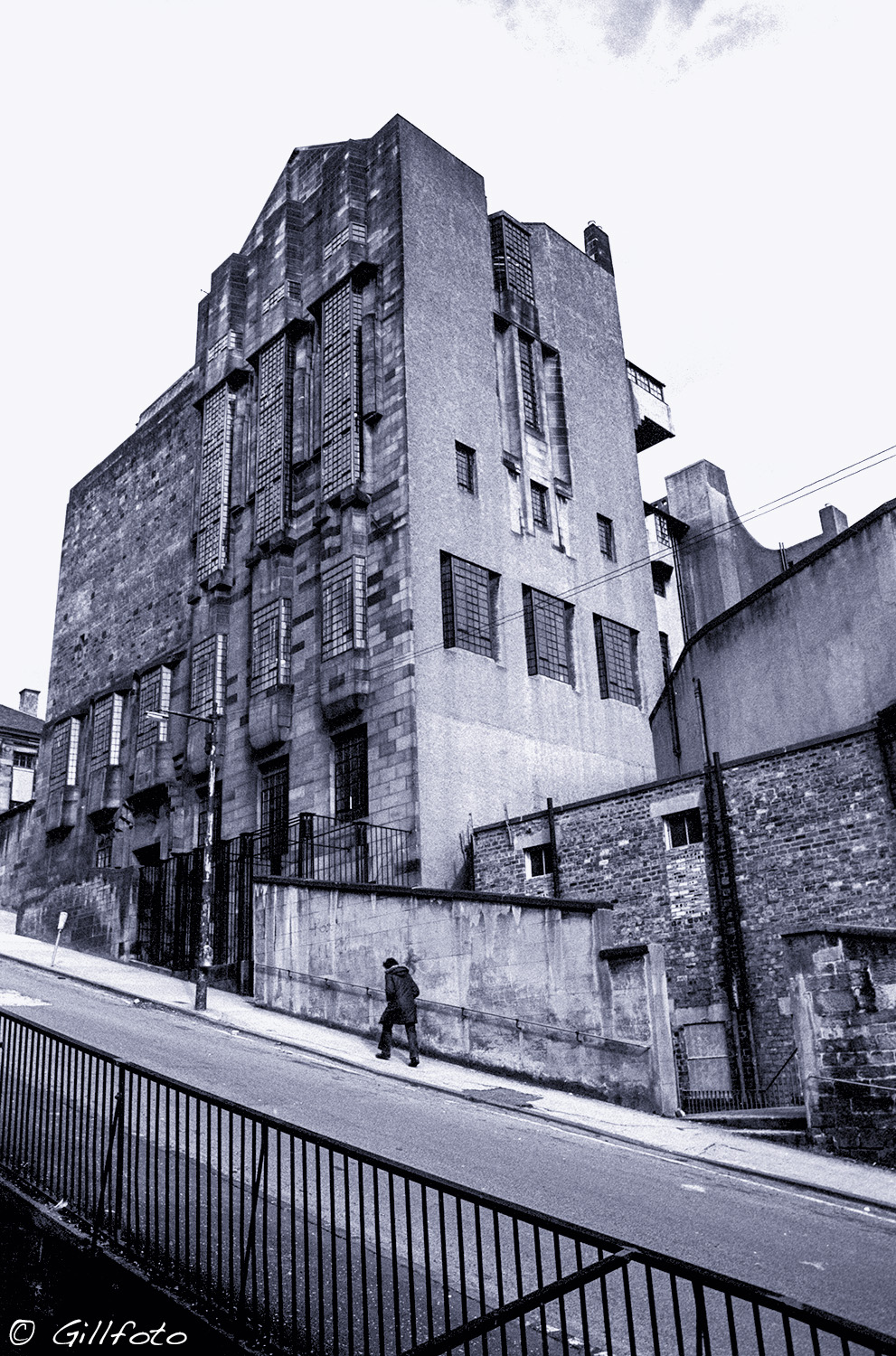
Glasgow School of Art (1978)

Die Glasgow School of Art (GSA) ist eine 1845 als Glasgow Government School of Design in Glasgow gegründete Kunsthochschule. In den 1870er Jahren bildete sich hier die bekannte Künstlergruppe Glasgow School.
2005 gab es 10 Kunst-/Designstudiengänge. Folgende Abschlüsse sind möglich: Bachelor of Arts (B.A. und B.A.(Hons.)), Master of Arts (M. A.) sowie Master of Fine Arts (M. F. A.).

## Gebäude
Das Gebäude wurde von 1897 bis 1909 nach Plänen des schottischen Jugendstil-Architekten Charles Rennie Mackintosh errichtet. Es gilt als ein „Fanal der Architektur des 20. Jahrhunderts“, da seine Gestalt schon entscheidend durch Konstruktion und Funktion bestimmt ist, dekorative Details spielen nur noch eine Nebenrolle. Die Nordfront beherrschen für die damalige Zeit ungewöhnlich große Fenster zur Belichtung der Ateliers.
Die Mackintosh Bibliothek fiel im Mai 2014 einem Feuer zum Opfer, welches durch Gas von Montageschaum, durch einen Projektor entzündet, hervorgerufen wurde. Sie sollte bis 2019 im Originalzustand wiederhergestellt werden. Im Juni 2018 zerstörte ein zweites Feuer das Schulgebäude fast vollständig, kurz bevor die Restaurierung abgeschlossen war und das Brandschutzsystem in Betrieb gehen konnte. Sie wird seitdem durch Fachleute inspiziert und es werden wohl große Teile der Ruine abgerissen werden müssen, da sie instabil sind. Bisher ist noch nicht entschieden, ob sie wiederaufgebaut wird; Experten fürchten, dass das Gebäude nicht gerettet werden kann. Eine Aufruf zu einer Spendenaktion wird von namhaften Personen unterstützt. Der Direktor der Kunstschule Tom Inns hat angekündigt: “We’re going to rebuild the Mackintosh building… it is critically important that the building comes back as the Mackintosh building.”, obwohl namhafte Architekten fordern: “Let some new Mackintosh demonstrate his or her talent.”

## Bekannte Professoren und Studenten

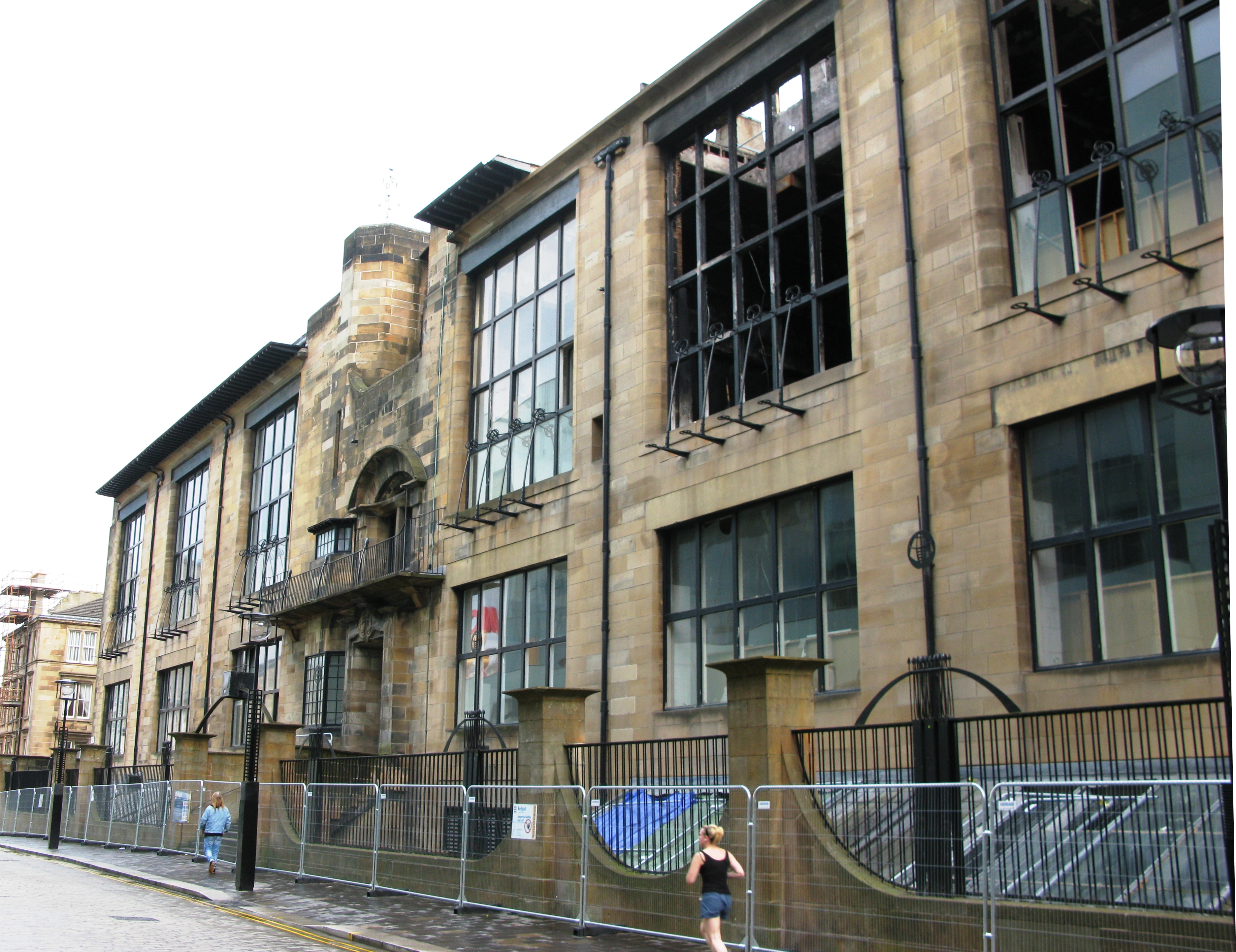
Glasgow School of Art nach dem Brand 2014

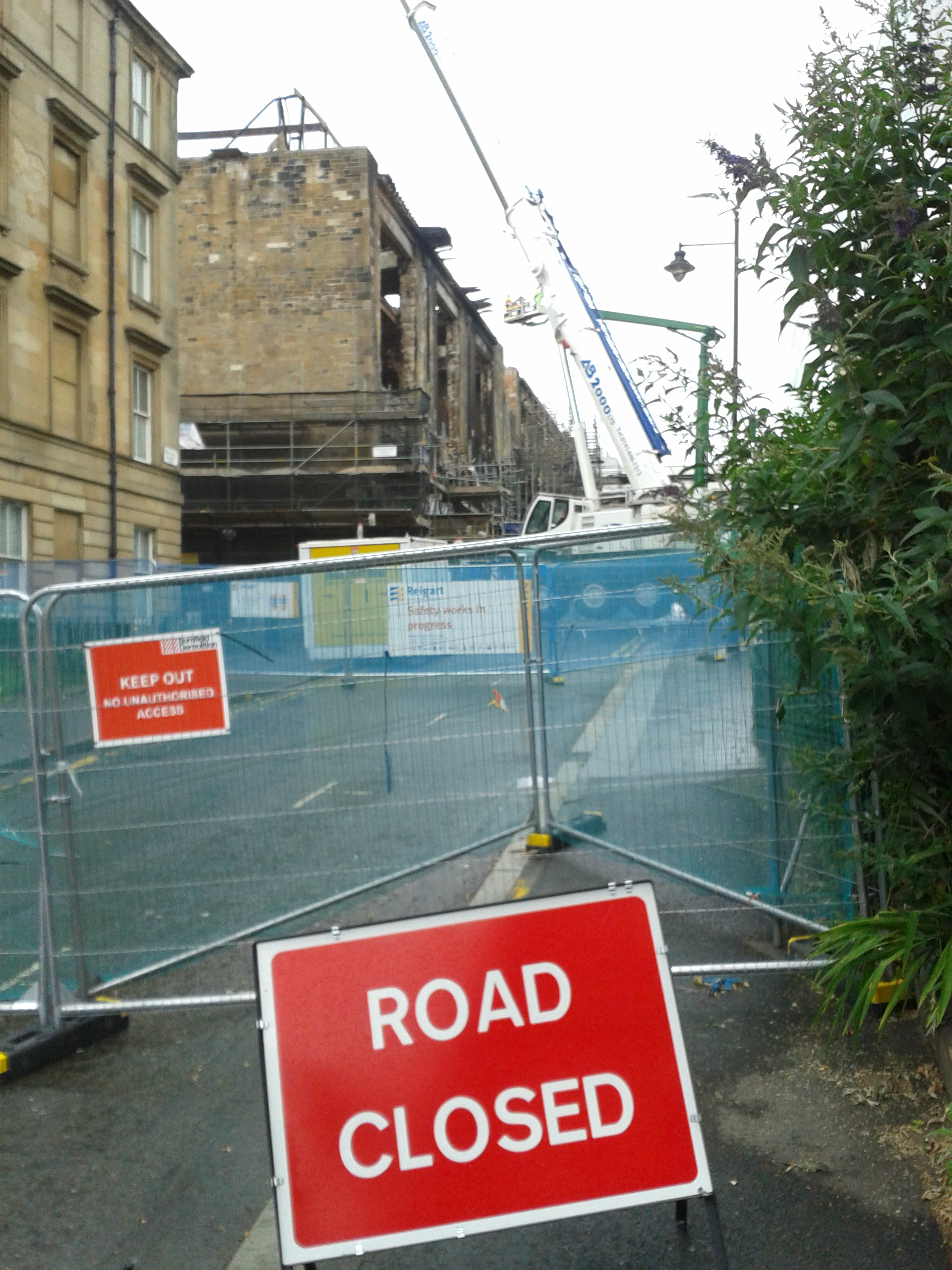
Glasgow School of Art nach dem Brand 2018

- Janet Aitken (1873–1941), schottische Porträt- und Landschaftsmalerin
- Joe Allen (* 1955), britischer Maler
- Michael Beutler (* 1976), deutscher Bildhauer
- Peter Capaldi (* 1958), schottischer Schauspieler und Regisseur
- Phillip Alexander Clancey (1917–2001), schottischer Ornithologe
- Jack Coia (1898–1981), schottischer Architekt
- Sharon Colman (* 1978), britische Regisseurin
- Robbie Coltrane (1950–2022), schottischer Schauspieler
- James Dillon (* 1950), schottischer Komponist
- Alfred East (1849–1913), britischer Maler
- Merlyn Oliver Evans (1910–1973), walisischer Maler und Grafiker
- Ian Hamilton Finlay (1925–2006), schottischer Lyriker
- Douglas Gordon (* 1966), schottischer Künstler
- Alasdair Gray (1934–2019), schottischer Schriftsteller
- Peter Howson (* 1958), schottischer Maler
- Inge King (1915–2016), australische Bildhauerin
- Jessie Marion King (1875–1949), schottische Designerin und Illustratorin
- Alexander Mackendrick (1912–1993), US-amerikanischer Regisseur
- John Gaff Gillespie (1870–1926), schottischer Architekt
- William York MacGregor (1855–1923), schottischer Maler
- Frances MacDonald McNair (1873–1921), schottische Malerin
- Margaret MacDonald Mackintosh (1864–1933), schottische Malerin
- Anna McCarthy (* 1981), deutsche bildende Künstlerin
- Joseph McGrath (* 1930), schottischer Regisseur, Drehbuchautor und Produzent
- Charles Rennie Mackintosh (1868–1928), schottischer Architekt
- James Herbert McNair (1868–1955), schottischer Maler
- Elizabeth MacNicol (1869–1904), schottische Malerin
- Alexander Mann (1853–1908), schottischer Maler
- Isi Israel Metzstein (1928–2012), schottischer Architekt
- Andrew MacMillan (1928–2014), schottischer Architekt
- Jonathan Monk (* 1969), britischer Künstler
- Thomas Corsan Morton (1859–1928), schottischer Maler
- David Murray (1849–1933), britischer Landschaftsmaler
- Norah Neilson Gray (1882–1931), schottische Malerin
- James Paterson (1854–1932), schottischer Maler
- Jenny Saville (* 1970), englische Malerin
- James Salmon (1878–1924), schottischer Architekt
- Julia Schmidt (* 1976), deutsche Malerin
- David Shrigley (* 1968), britischer Künstler
- Simon Starling (* 1967), englischer Künstler
- Edward Arthur Walton (1860–1922), schottischer Maler
- Richard Wright (* 1960), britischer Musiker

## Zahlen zu den Studierenden
Im Studienjahr 2022/2023 nannten sich von den 2605 Studenten der Glasgow School of Art 1760 weiblich (67,6 %) und 790 männlich (30,3 %). 2019/2020 nannten sich von den 2380 Studierenden 1570 weiblich und 765 männlich. 995 kamen aus Schottland, 470 aus England, 10 aus Wales und 310 aus der EU.
2005 waren 1600 Studierende eingeschrieben.